# João Sete Sete
Pour plus de détails, voir Fiche technique et Distribution.
João Sete Sete est un long métrage d’animation portugais réalisé par Carlos Silva, Costa Valente et Vítor Lopes, sorti en 2006. C'est le premier long métrage d'animation produit par le Portugal.[réf. nécessaire]

## Fiche technique
- Titre original : João Sete Sete
- Réalisation : Carlos Silva, Costa Valente et Vítor Lopes
- Scénario :
- Musique :
- Production :
- Pays d'origine :  Portugal
- Format :
- Genre : animation
- Durée : 73 minutes
- Date de sortie : 2006